# Sacred Fire
Albums de Phenix
Face my Fate Wings of Fire
Sacred Fire est le 1er album studio du groupe Phenix, paru en 2002.

## Titres
1. Prelude to the Quest - 1 min 39 s
2. The Endless Quest - 7 min 30 s
3. Journey throught Space - 5 min 59 s
4. A Call from the Sky - 3 min 47 s
5. The Other Side - 7 min 15 s
6. Submarine Assault - 6 min 12 s
7. The Keepers of the Sacred Fire - 4 min 48 s
8. Face my Fate - 9 min 01 s

Auteur : Bertrand Gramond (sauf 6). Compositeurs : Sébastien Trève (1, 2, 4, 5 et 8), Olivier Garnier (3 et 6) et Bertrand Gramond (7).

## Formation
- Olivier Garnier : guitares
- Julien Giraud : batterie (2000-2001)
- Bertrand Gramond : chant
- Anthony Phelippeau : basse
- Sébastien Trève : guitares